# Lower Hardres
Lower Hardres est une localité du comté du Kent, en Angleterre, dans le district de la Cité de Canterbury.